# Tavuk göğsü

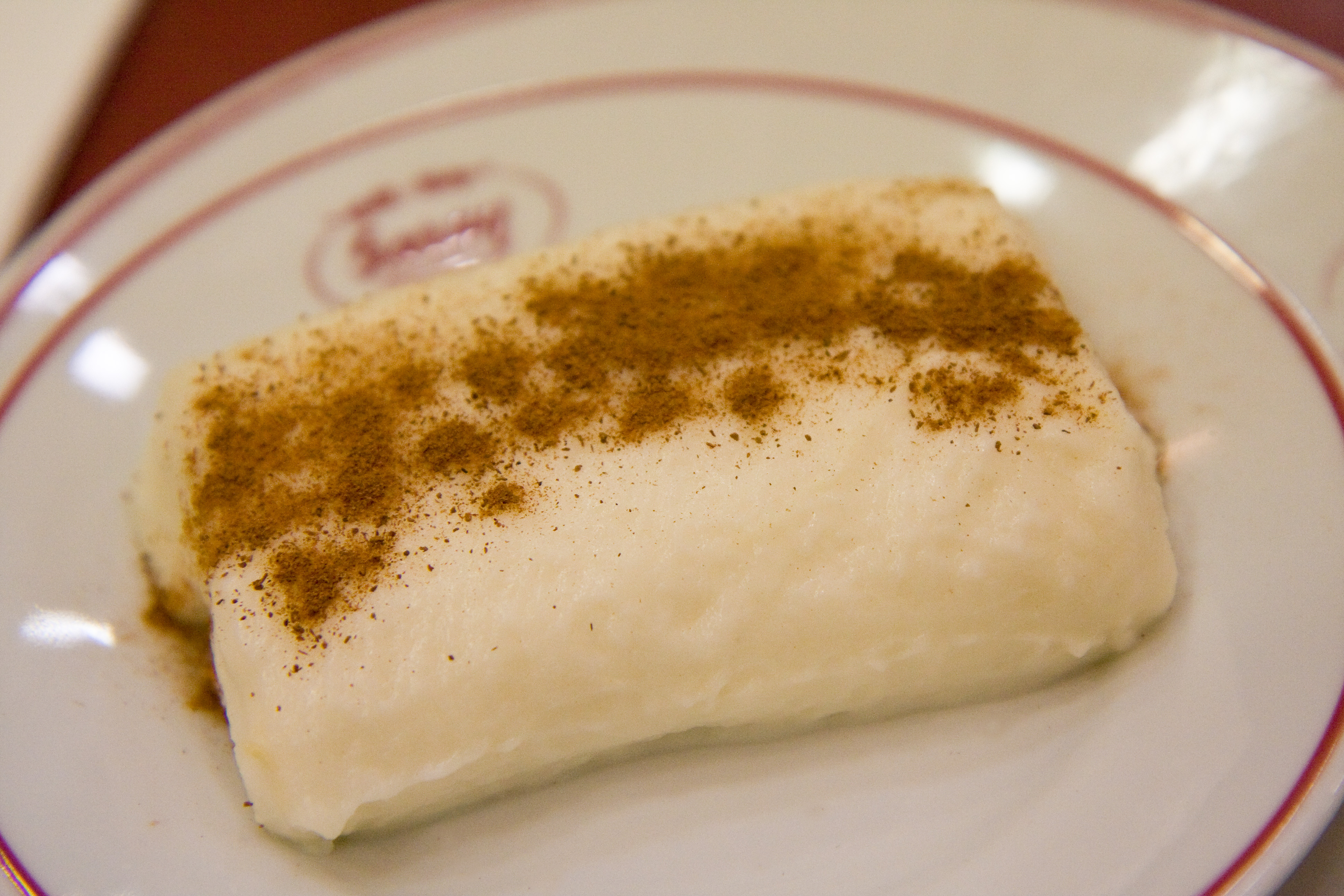
Tavuk göğsü.

El tavuk göğsü (en turco ‘pechuga de pollo’) es un postre turco consistente en un budín hecho de leche. Era conocido en la Antigua Roma y fue introducido (o quizá reintroducido) a Anatolia por los romanos. Se convirtió en una de las delicias más famosas servidas a los sultanes en el palacio de Topkapı otomano, y ha sido descrito por el escritor gastronómico y antropólogo social Ghillie Basan como uno de los platos emblemáticos de Turquía.
En la versión tradicional la carne blanca de pechuga de pollo, preferiblemente capón, se ablanda cociéndola, separando las fibras de la carne en hebras muy finas. Las recetas modernas prefieren majar la carne hasta obtener un polvo fino. La carne se mezcla con leche, azúcar, arroz machacado y otros espesantes, y a menudo algún tipo de aroma como la canela. El resultado es un budín espeso al que a menudo se da forma para mejorar su presentación.
El plato es más o menos idéntico al manjar blanco medieval, que era común en la alta cocina europea de la época. Algunos han sugerido que el manjar blanco y el tavuk göğsü son de hecho variantes del mismo plato.